# Bible of Love
Albums de Snoop Dogg
Make America Crip Again
(2017) I Wanna Thank Me
(2019)
Bible of Love est un double album studio du rappeur américain Snoop Dogg, sorti en 2018. 
Après le reggae pour l'album Reincarnated en 2013, l'artiste californien propose ici un album de hip-hop chrétien.

## Historique
En mai 2017, il annonce son envie de faire un album gospel et déclare : « Je travaille sur un album de gospel. […] J’ai toujours eu cette envie au fond de moi. Je ne l’ai jamais concrétisée parce que j’étais en train de faire du business gangsta, ou faire ceci, ou faire cela. J’ai juste le sentiment que ce projet est en moi depuis trop longtemps. J’ai besoin de le faire maintenant. » Ce projet serait par ailleurs inspiré de sa collaboration avec Faith Evans lors de l’enregistrement d'un titre pour The King and I, album hommage à The Notorious B.I.G. : « Faith Evans et moi en avons longuement parlé. Elle a eu envie de s’impliquer. […] Je vais le faire bien comme il faut. Ça va me faire sentir bien. »

## Liste des titres
| 1.  | Thank You Lord (intro)      | - LT Hutton - Chris Bolton                                                                                  | Chris Bolton                                     |  |
| 2.  | Love for God                | - Charles Hamilton                                                                                          | Uncle Chucc & The Zion Messengers featuring K-Ci |  |
| 3.  | Always Got Something to Say | - Calvin Broadus - Kevin Gilliam - S. Dollar                                                                | Snoop Dogg                                       |  |
| 4.  | Defeated                    | - Joseph Alonzo Bereal, Jr. - Bennet Paysinger - M. L. Bereal - John P. Kee                                 | John P. Kee                                      |  |
| 5.  | In the Name of Jesus        | - Kadjaly A. Conteh - Jared Samuel Erskine                                                                  | October London                                   |  |
| 6.  | Going Home                  | - Hamilton - Mahalia Jackson                                                                                | Uncle Chucc & The Zion Messengers                |  |
| 7.  | Saved                       | - J. A. Bereal, Jr. - Paysinger - M. L. Bereal - T. Bereal, Jr.                                             | Faith Evans & 3rd Generation (Bereal Family)     |  |
| 8.  | Sunshine Feel Good          | - Gilliam - S. Wonder - Anthony Williams II                                                                 | Snoop Dogg & Kim Burrell                         |  |
| 9.  | Sunrise                     | - Broadus - S. Jordan - Conteh                                                                              | Snoop Dogg & Sly Pyper                           |  |
| 10. | Pure Gold                   | Elbernita Twinkie Clark                                                                                     | The Clark Sisters                                |  |
| 11. | Pain                        | Williams II                                                                                                 | B Slade                                          |  |
| 12. | New Wave                    | - M. L. Bereal - Kortney J. Pollard                                                                         | Mali Music                                       |  |
| 13. | On Time                     | - C. Johnson - J. A. Bereal, Jr. - Paysinger - M. L. Bereal - Williams II                                   | B Slade                                          |  |
| 14. | You                         | - J. Hill - J. Dawkins - T. Bush - S. Green, Jr. - Tye Tribbett                                             | Tye Tribbett                                     |  |
| 15. | One More Day                | - Charlie Bereal - J. Griffin - J. A. Bereal, Jr. - Paysinger - M. L. Bereal - Williams II - J. Bereal, Sr. | Charlie Wilson                                   |  |

| 1.  | Bible of Love (interlude)        | - J. Griffin - J. A. Bereal, Jr. | Lonny Bereal                              |  |
| 2.  | Come as You Are                  | - W. Campbell - C. Johnson - J. Davis - E. Campbell - J. Griffin - J. A. Bereal, Jr. - Paysinger - M. L. Bereal - Marvin Sapp                                   | Marvin Sapp & Mary Mary                   |  |
| 3.  | Talk to God                      | - Paysinger - M. L. Bereal - Pollard | Mali Music & Kim Burrell                  |  |
| 4.  | Changed                          | - Phalon Alexander - E. Williams - A. Smith - Isaac Carree - T. Broome                                                                                          | Isaac Carree featuring Jazze Pha          |  |
| 5.  | Praise Him                       | Priest Brooks | Soopafly                                  |  |
| 6.  | Blessing Me Again                | - Rance Allen - Broadus - S. Allen - C. Byrd | Rance Allen featuring Snoop Dogg          |  |
| 7.  | Blessed & Highly Favored (remix) | Karen Clark Sheard | The Clark Sisters                         |  |
| 8.  | Unbelievable                     | - D. Hall - B. Edwards, Jr. - G. Morgan - L. Williams - C. Holmes - M. Palacios - C. Barksdale - L. R. Woodruff, Jr. - Shante Hearst - Shamara Hearst, Composer | Ev3                                       |  |
| 9.  | No One Else                      | - J. Griffin - J. A. Bereal, Jr. - Paysinger - M. L. Bereal - Cedric Renard Hailey                                                                              | K-Ci                                      |  |
| 10. | Chizzle                          | - D. Arnaud - S. Jordan - Conteh | Sly Pyper featuring Daz Dillinger         |  |
| 11. | My God                           | - James Wright - Broadus - Gilliam | James Wright featuring Snoop Dogg         |  |
| 12. | When It's All Over               | - Broadus - Patti LaBelle - J. A. Bereal, Jr. - Paysinger - M. L. Bereal - T. A. Whitfield                                                                      | Patti LaBelle                             |  |
| 13. | Crown                            | Tyrell Urquhart | Tyrell Urquhart, Jazze Pha & Issac Carree |  |
| 14. | Call Him                         | - P. Brooks - D. L. Brooks | Fred Hammond featuring Snoop Dogg         |  |
| 15. | Change the World                 | - Broadus - Kee | Snoop Dogg & John P. Kee                  |  |
| 16. | Voices of Praise                 | - Broadus - Gilliam | Snoop Dogg                                |  |
| 17. | Words Are Few                    | Williams II | Snoop Dogg featuring B Slade              |  |